# コロムビア・ライト
コロムビア・ライト（1927年〈昭和2年〉3月30日 - 2010年〈平成22年〉10月26日）は、日本の漫才師、漫談家。落語芸術協会所属。社団法人あゆみの箱常務理事。本名∶鳥屋 二郎。東京都港区出身。大倉高等商業学校中退。出囃子は『自由』。
声帯模写漫談家柳家三亀松の弟子柳家亀次としてデビューし、後にコロムビア・トップライトの2代目ライトとして活躍。トップの議員転出に伴うコンビ解消後も、漫談や司会などで活躍。
愛煙家がたたり喉頭癌を患い、声帯を摘出し一時は声を失うが、食道を振動させる発声法（食道発声）を会得。その後は「ガンファイターズ」などのコンビでの医療漫才や、癌・煙草・禁煙に関する講演活動、ACジャパンのCM出演などを精力的に行なった。息子は上田哲の議員秘書から不動産管理会社社長となったが、息子（ライトにとっての孫）に刺され殺人事件の被害者となった。

## 略歴
- 1949年 トップと「青空トップ・ライト」結成。
- 1952年 コロムビア芸能と契約し、コロムビア・トップ・ライトに改名。時事、風刺漫才で活躍。
- 1955年 ラジオ東京（現・TBS）専属となりテレビ、ラジオ担当。
- 1959年 記者クラブ賞、読売新聞演芸賞、ラジオ・オリムピック賞（担当、東竜太郎）受賞。
- 1963年 文部省芸術祭奨励賞受賞。
- 1977年 あゆみの箱理事。
- 1991年 喉頭ガン手術のため声帯摘出、障害者三級。
- 2010年 急性心不全のため死去[2]。83歳没。

## 出演番組
- 青春ジャズ大学（ラジオ東京）
- 銀河テレビ小説（NHK総合）
  - 新橋烏森口青春篇（1988年） - 大平社長 役

## レコード
- 昭和一けた／ゴルフ・ブギ（1975年10月）
- ザ・タイトルマッチ／夜逃げするならいまのうち
- 名もない花の詩／悲しきギャンブラー

## 家族
- 子・鳥屋多可三 ‐ 慶應義塾大学法学部法律学科卒業後、公益社団法人マスコミ世論研究所勤務、同所代表の上田哲の議員秘書を経て不動産仲介業ブルースカイリビングサポート代表、人材開発コンサルタント業グラスティ役員を務め、父親の意志を継いで禁煙運動にも携わっていたが、2018年に大田区南雪谷の自宅で慶応高校生の次男を酔って恫喝し、口論を止めに入った慶大生の長男に刺されて58歳で死亡した[1][3][4][5]。